# ال کوئربو
ال کوئربو (به اسپانیایی: El Cuervo, Aragon) یک شهرستان در اسپانیا است که در استان تروئل واقع شده‌است.

## خصوصیات
ال کوئربو ۲۰ کیلومترمربع مساحت و ۱۱۰ نفر جمعیت دارد.